# Ichikawa
Ichikawa (市川市?, Ichikawa-shi) è una città giapponese della prefettura di Chiba.

## Storia
L'area circostante l'odierna Ichikawa è stata abitata fin dal periodo paleolitico. Gli archeologi hanno rinvenuto utensili in pietra databili a circa 30 000 anni fa. Numerosi sambaquì del periodo Jōmon, e centinaia di tumuli sepolcrali del periodo Kofun (250-538 d.C.) sono stati scoperti in varie località intorno a Ichikawa. Durante il periodo Nara, Ichikawa è stata la capitale della provincia di Shimōsa e viene menzionata nel Man'yōshū.
Durante il periodo Heian (794-1185), fu il centro della ribellione di Taira no Masakado contro il governo centrale di Kyoto.
Durante il periodo Sengoku, fu il luogo dell'importante battaglia di Kōnodai (1538) tra il clan Satomi e il Tardo clan Hōjō.
Nella storia più recente, l'area è stata il luogo di alcune battaglie minori durante la guerra Boshin del rinnovamento Meiji e fu proposta come possibile sito per la nuova Dieta nazionale del Giappone dal nobile Katsu Kaishū (1823-1899), che aveva immaginato di costruire una struttura sul fiume Edo simile al Parlamento di Londra sul Tamigi. La cittadina di Ichikawa venne istituita ufficialmente nel 1889. Il 3 novembre 1934 si fuse con le cittadine confinanti di Yawata, Nakayama e il villaggio di Kokubun per formare la città di Ichikawa. La città si espanse con l'annessione del villaggio di Okashiwa il 3 novembre 1949, della cittadina di Gyotoku il 31 marzo 1955 e di quella di Minami-Gyotoku il 1º ottobre 1956.

## Amministrazione

### Gemellaggi
- Medan, dal 1989[2]
- Gardena, dal 1962
- Leshan, dal 1981[3], città natale di Guō Mòruò, che visse a Ichikawa tra il 1927 e il 1937
- Rosenheim, dal 2004
- Wonju, dal 2005
- Issy-les-Moulineaux, dal 2012
- Caserta ( Provincia di Caserta, Italia ) dal 20 maggio 2019 Città partner degli enti locali